# Samexistens

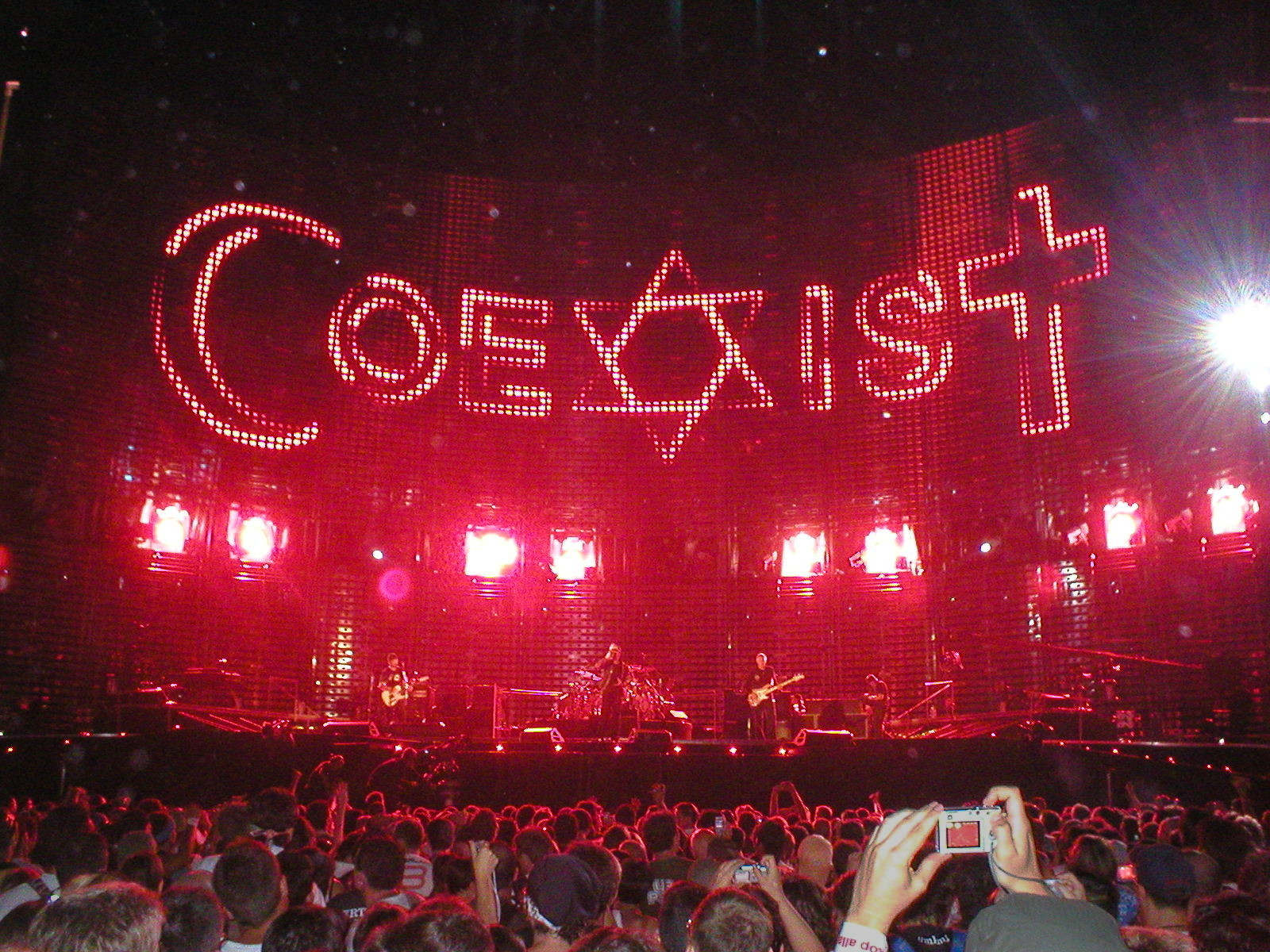
"Coexist"-visning på en U2 -konsert, innehållande islamiska, judiska och kristna symboler

Samexistens är egenskapen hos saker som existerar samtidigt och i en närhet som är tillräckligt nära för att påverka varandra, utan att skada varandra. Termen används ofta med avseende på människor med olika övertygelser som existerar tillsammans, särskilt där det finns en historia av antipati eller våld mellan dessa grupper.
Samexistens kan observeras till en egenskap hos alla system där olika aspekter som kan interagera med varandra existerar samtidigt. Som en källa hävdar, "även på molekylär nivå är existens alltid redan samexistens". Icke-levande ting kan också karakteriseras som samexisterande där flera typer av sådana saker existerar i samma utrymme, men termen har också använts för saker så olika som olika typer av sanddyner på Mars, och svarta hål som finns i samma region av rymden som täta kärnstjärnhopar. Andra exempel på samexistens inkluderar:
- Fredlig samexistens, sovjetisk teori om relationerna mellan de socialistiska och kapitalistiska blocken, och mer allmänt samexistensen av olika stater i det internationella systemet
- samexistens av liknande arter i liknande miljöer; se samexistensteorin
- samexistens av flera nationella grupper inom en politik; se plurinationalism

Samexistens kräver inte en fullständig frånvaro av konflikt, utan kan innefatta "samtidig närvaro av banala spänningar och intressekonflikter". Således är en "minimal nivå av samexistens förenlig med konkurrens och till och med konflikter, om den genomförs genom legitima kanaler". 
Cultural Coexistence Theory (CCT), även kallad Social-ecological Coexistence Theory, expanderar på samexistensteorin för att förklara hur grupper av människor med gemensamma intressen för naturresurser (t.ex. ett fiske) kan komma att samexistera på ett hållbart sätt. Cultural Coexistence Theory bygger på arbete av antropologer som Frederik Barth och John Bennett, som båda studerade interaktionerna mellan kulturgrupper på delade landskap. Utöver de centrala ekologiska begreppen som beskrivs ovan, som CCT sammanfattar som begränsad likhet, begränsad konkurrens och motståndskraft, hävdar CCT att följande egenskaper är väsentliga för kulturell samexistens:
1. Anpassningsförmåga beskriver människors förmåga att reagera på förändring eller överraskning. Det är viktigt för CCT eftersom det hjälper till att fånga vikten av mänsklig handling.
2. Pluralism beskriver var människor värdesätter kulturell mångfald och erkänner de grundläggande rättigheterna för människor som inte gillar dem att bo på samma platser och få tillgång till delade resurser.
3. Rättvisa som används i CCT beskriver om det finns sociala institutioner som säkerställer att människors grundläggande mänskliga rättigheter, inklusive förmågan att möta grundläggande behov, skyddas och om människor skyddas från att bli marginaliserade i samhället.

Cultural Coexistence Theory passar in under det bredare området hållbarhetsvetenskap, teori om gemensamma poolresurser och konfliktteori.

## Religiös samexistens
Olika religioners förespråkare har förespråkat samexistens mellan sin religion och andra.

### Samexistens i islam
Det finns flera verser i Koranen som anspelar på muslimer som lever tillsammans med människor av annan tro:
"Jag dyrkar inte det du tillber, inte heller dyrkar du det jag tillber. Jag kommer aldrig att tillbe det du tillber, och du kommer aldrig att dyrka det jag tillber. Du har ditt sätt, och jag har mitt sätt.” [109:2-6]
"Låt det inte finnas något tvång i religionen..." [2:256]
"Med tiden kan Allah åstadkomma välvilja mellan dig och de av dem som du "nu" håller som fiender. För Allah är mest kapabel. Och Allah är All-Förlåtande, Den Barmhärtige. Allah förbjuder dig inte från att handla vänligt och rättvist med dem som varken har kämpat eller drivit ut er från era hem. Allah älskar verkligen de som är rättvisa." [60:7-9]
Under den islamiska historiens gång fanns det flera exempel på religiös samexistens under muslimskt styre, inklusive under muslimernas regeringstid i Al-Andalus, där muslimer, judar och kristna tillsammans med andra religiösa grupper bodde tillsammans. På samma sätt, under det Osmanska riket, kunde icke-muslimer leva under sin egen jurisdiktion genom ett system känt som Millet där de skulle ges en betydande del av autonomi inom sina egna samhällen och skulle inte vara underkastad islamisk lag.

### Samexistens i buddhismen
Buddhismen förespråkar att leva medelvägen, där man begränsar fördomar och undviker att utesluta andra. Genom medelvägen förespråkar buddhismen att vi inte kan överleva utan andra och att man därmed ska arbeta för att skapa positiva relationer med andra. Buddhismen talar också om att söka harmoni mellan sig själv och andra och undvika konfrontation genom att utveckla fredliga relationer mellan olika samhällen.